# ZIPANG
『ZIPANG』（ジパング）は1990年公開の日本映画。監督は林海象。また、後に小説『悼む人』で直木賞を受賞する作家の天童荒太が本名の栗田教行名義で林海象と共に脚本を担当している。
伝説の黄金の国・ジパングをめぐる奇想天外な冒険を描いた映画。

## あらすじ
時は江戸時代初期。お尋ね者の盗賊・地獄極楽丸の首には賞金が掛けられており、多くの賞金稼ぎが狙っていた。その中には鉄砲お百合も居た。
極楽丸は四人の弟分たちと、ある古墳に忍び込み地面に突き刺してあった黄金剣の七支刀を引き抜いて盗み出すが、それは伝説の黄金の国・ジパングの扉を開くための“鍵”であると同時に、ジパング王が恋敵の刺青の男を封印している物であった。
一方、徳川家康の命を受けた服部半蔵率いる忍者軍団も黄金の七支刀を狙い、極楽丸一味を追う。
さらに極楽丸が七支刀を抜いたことで目覚めた刺青の男を恐れたジパング王は、ジパングの番人である四天王を放つ。
こうして地獄極楽丸一行と刺青の男、忍者軍団、さらにはジパング王や四天王が入り乱れての、奇想天外な物語が繰り広げられる。

## 備考
時空を超越するシーンでは、写真をコピーして修正し、ズームや回転などの効果を加えて一枚一枚撮影するという手間のかかった表現方法が採られている。
劇中序盤で極楽丸の首を狙って襲って来る賞金稼ぎの大群の中には、時代劇などの名キャラクターが多く登場している。座頭市、丹下左膳、鞍馬天狗、ダルタニャン、双子の宮本武蔵など。

## キャスト
- 地獄極楽丸 - 髙嶋政宏
お尋ね者の盗賊一行のリーダー。9種類の得物を使い分ける剣術の達人。豪快な性格で美人に弱い。
- 鉄砲お百合 - 安田成美
極楽丸の首を狙う女賞金稼ぎ。その美貌で極楽丸に気に入られ、行動を共にするうちに魅かれるようになる。
- 刀番・研造 - ベンガル
極楽丸一味の一員。極楽丸が使用する9種類の得物を管理役。
- 人形・文七 - 佐野史郎
極楽丸一味の一員。頭が切れ、地図を読んだり文書を解読する。
- 花火師・鍵玉 - 十貫寺梅軒
極楽丸一味の一員。付け鼻をしたお調子者で、花火を大砲のように武器としたり、景気づけに打ち上げたりする。
- 凧や・鳥介 - 浦上照彦
極楽丸一味の一員。小人病で一行が連れている象のカステラの世話役でもある。ZIPANGを目指す際に一行は鳥介の作った凧で飛行移動した。
- 菊丸 - 長崎真純
鉄砲お百合の弟分。
- トバツ - 沢田謙也
ジパング王に仕える四天王の一人。獅子のような声をしている。
- アシュラ - 和田卓也
ジパング王に仕える四天王の一人。
- ラゴラ - 中山正幻
ジパング王に仕える四天王の一人。大男。
- マワラメ - 秋吉満ちる
ジパング王に仕える四天王の一人。紅一点の女戦士。
- 刺青の男 - 修健
左半身が刺青に覆われた男。現代の言葉は話せない。女王と時を越えて愛し合っているが、ジパング王によって長い間封印されていた。
- 服部半蔵 - ユキオ・ヤマト
家康の忠実なしもべで、黄金の七支刀を持ち帰るために奮闘する。隠し武器を多く持ち、肋骨の中にさえも小刀を仕込んでいる。
- 徳川家康 - 東千代之介
江戸幕府を開いた天下人。
- 林羅山 - 成田三樹夫
家康の側近。
- 女王 - 鰐淵晴子
ジパング王によって愛し合っている刺青の男との間を引き裂かれ、石の中に閉じ込もっている。
- ジパング王 - 平幹二朗
恋を理解できない性分により、女王が恋をすることを許せず、その相手である刺青の男を七支刀で封印した。

## スタッフ

### 本編
- 監督：林海象
- 製作：堤康二
- 企画：山下雄大
- プロデューサー：久里耕介
- 原作・脚本：林海象、栗田教行
- 音楽：浦山秀彦、熊谷陽子
- 主題歌：X「ENDLESS RAIN」
- 撮影：田村正毅
- 美術監督：木村威夫
- 美術：丸山裕司
- 録音：宮本久幸
- 照明：上田成幸
- 編集：井上治
- 助監督：谷口正行
- スチール：竹内健二

### 特殊技術
- SFXスーパーバイザー：浅田英一
- 操演：鳴海聡
- 操演助手：香取康修、鈴木豊
- 特殊視覚効果：伊藤高志
- 特殊メイク：江川悦子

## 関連作品

### ノベライズ
- ジパング（角川文庫、栗田教行・林海象 共著）
  - 上巻：1989年12月01日、ISBN 9784041766019
  - 下巻：1989年12月01日、ISBN 9784041766026

### コミカライズ
- 永井豪とダイナミックプロ - 「ベアーズクラブ」1990年新春2月特大号に掲載、「フルメタルレディ（2001年3月1日発行、ISBN 9784575937305）」に収録。

### ゲーム
- 地獄極楽丸（1990年、パック・イン・ビデオ） - ファミコン用ゲームソフト。制作はHAL研究所、ヒューマン。地獄極楽丸を祖先に持つ少年「ボビー矢野」が主人公の、近未来を舞台にしたアクションゲーム。
- ZIPANG（1990年、パック・イン・ビデオ） - PCエンジン用ゲームソフト。テクモから発売のソロモンの鍵をベースにした内容のアクションパズルゲーム。制作はアークシステムワークス。
- 7BLADES（2000年、コナミ） - PlayStation 2用ゲームソフト。林海象原案。ストーリーは映画『ZIPANG』の続編に相当する。地獄極楽丸と鉄砲お百合が主人公として登場する。